# 찰스 허버드 저드

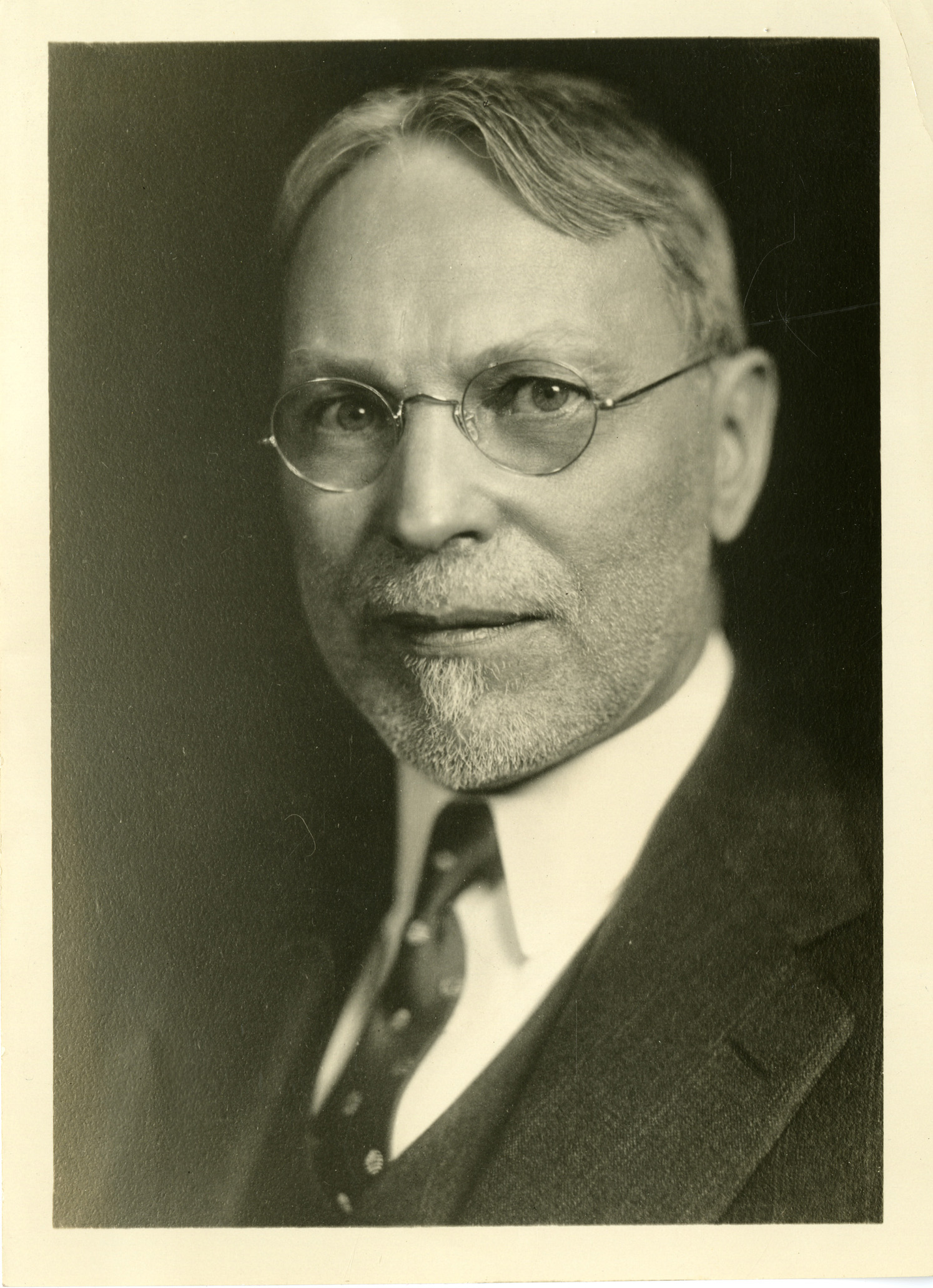

찰스 허버드 저드(Charles Hubbard Judd, 1873년 ~ 1946년)는 미국의 심리학자이다. 실험교육학의 확립에 노력한 사람으로 미국에서 교육의 과학적 연구의 시조로 불린다.